# Brachystachyae (Bulbophyllum)
Brachystachyae es una sección del género Bulbophyllum perteneciente a la familia de las orquídeas.   La especie tipo es: Bulbophyllum repens Wall
Caracterizado por un pie de la columna típicamente corto y la unión del labio que está, a menudo, profundamente incrustada en la superficie formada por la base de los sépalos laterales, la inflorescencia ramosa es densa con flores en un patrón regular o laxa con flores que tiene los sépalos laterales adpresos al raquis y que tiene la coloración púrpura. Los sépalos laterales forman un plato a la estructura en forma de cuenco alrededor del labio. 

## Especies
1. Bulbophyllum alcicorne C.S.P.Parish & Rchb.f. 1874 Burma, Malasia y Tailandia
2. Bulbophyllum anakbaruppui J.J.Verm. & P.O'Byrne 2003 Sulawesi
3. Bulbophyllum atrorubens Schltr. 1906 Sulawesi, Nueva Guinea, Molucas, Nueva Caledonia, Samoa y Vanuatu
4. Bulbophyllum botryophorum Ridl. 1897 Malasia y Sarawak Borneo
5. Bulbophyllum cochlia Garay, Hamer & Siegerist 1994 Java
6. Bulbophyllum coniferum Ridl. 1909 Malasia, Java, Sumatra y Borneo
7. Bulbophyllum cylindraceum Lindl. 1830 Nepal, este Himalaya, Sikkim, India, Nepal, oeste Himalaya, Myanamar y Tailandia
8. Bulbophyllum cyrtognomom J.J.Verm. & A.L.Lamb 2008 Sabah Borneo
9. Bulbophyllum globiceps Schltr. 1905 Nueva Guinea
10. Bulbophyllum gracilipes King & Pantl. 1896 Sikkim y Darjeleen
11. Bulbophyllum hastiferum Schltr. 1911 Sulawesi
12. Bulbophyllum holttumii A.D.Hawkes 1956 Tailandia y Malaysia
13. Bulbophyllum illecebrum J.J.Verm. & P.O'Byrne 2003 Sulawesi
14. Bulbophyllum khasyanum Griff. 1851 Himalayas,  Assam, Tailandia y Vietnam
15. Bulbophyllum kiamfeeanum J.J.Verm. & P.O'Byrne Sep 2008 Sulawesi
16. Bulbophyllum osyricera Schltr. 1911 Java and Sabah Borneo
17. Bulbophyllum osyriceroides J.J.Sm. 1920 Java and Sumatra
18. Bulbophyllum piliferum J.J.Sm. 1908 Papua Nueva Guinea
19. Bulbophyllum pubiflorum Schltr. 1911 Sulawesi
20. Bulbophyllum repens Griff. 1851 Himalayas, Assam, Myanamar, Tailandia, Malasia y Vietnam
21. Bulbophyllum retrorsum J.J.Verm. & A.L.Lamb 2008 Malasia y Borneo
22. Bulbophyllum rigidum King & Pantl. 1898 Himalayas, Assam India, Nepal y Sikkim
23. Bulbophyllum rubiferum J.J.Sm. 1918 Sarawak, Borneo y Java
24. Bulbophyllum salaccense Rchb.f. 1857 Malaysia, Borneo, Java y Sumatra
25. Bulbophyllum saurocephalum Rchb. f. 1886 Filipinas
26. Bulbophyllum spadiciflorum Tixier 1966 Vietnam
27. Bulbophyllum stenurum J.J.Verm. & P.O'Byrne 2003 Sulawesi
28. Bulbophyllum trifolium Ridl. 1897
29. Bulbophyllum trigonobulbum Schltr. & J.J.Sm. 1914 Sulawesi
30. Bulbophyllum xylophyllum C.S.P.Parish & Rchb.f. 1874 Bután, Assam, India, Burma, Tailandia y  Vietnam